# Villa Gyllenberg

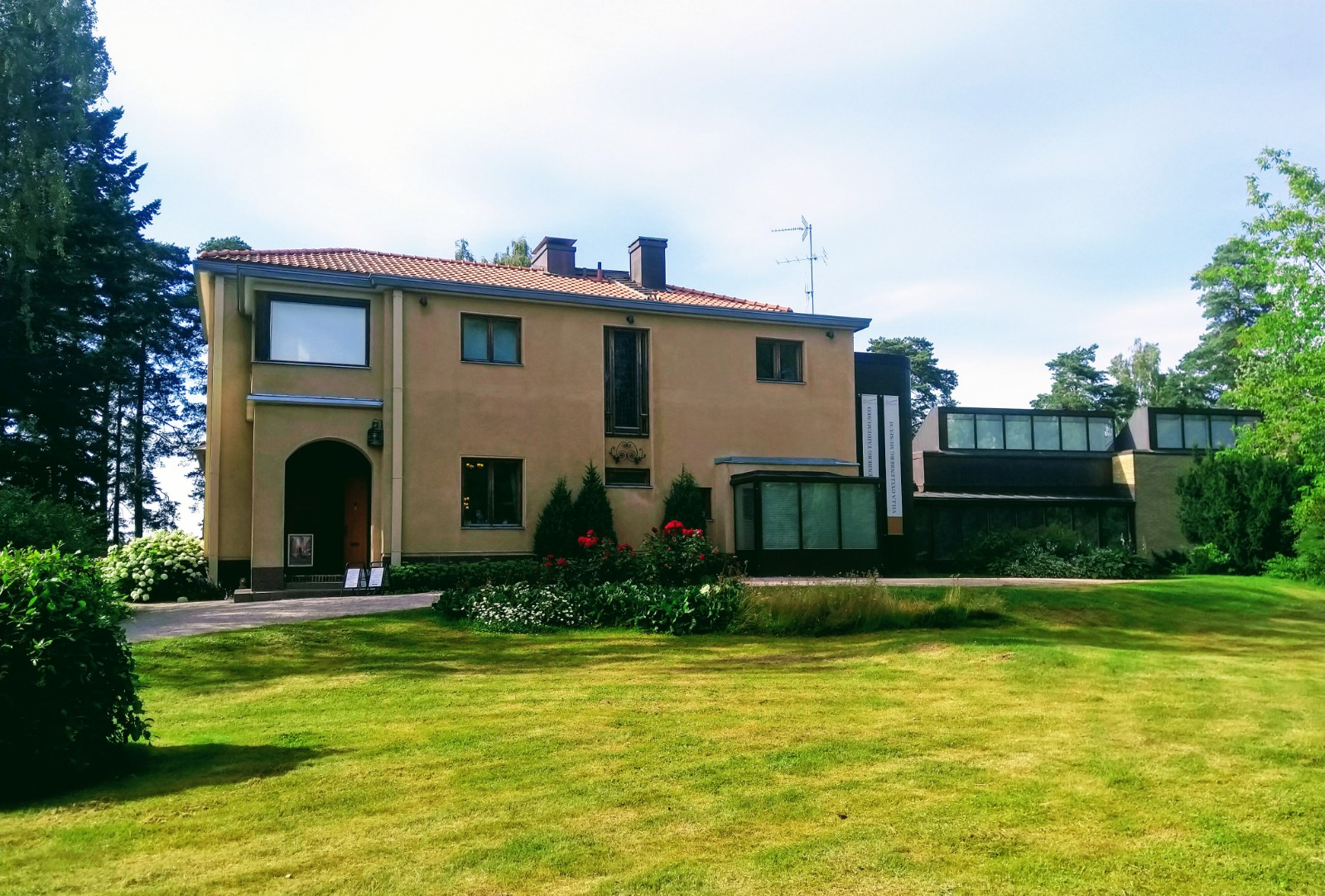
Villa Gyllenberg.

Villa Gyllenberg är ett privatägt finländskt konstmuseum. Det ägs av Signe och Ane Gyllenbergs stiftelse och ligger på Granö i Helsingfors. 
Signe (1895–1977) och Ane Gyllenberg (1891–1977) grundade år 1948 en stiftelse för medicinsk forskning med uppgift att efter parets död även ställa ut deras konstsamling för allmänheten. 
Museet är inrymt i makarna Gyllenbergs bostad, som uppfördes 1938 och ritades av Matti Finell. Ett tillbyggt konstgalleri, ritat av Per-Mauritz Ålander, invigdes 1980.
Den permanenta samlingen omfattar främst finländsk konst från drygt två sekel, från mitten av 1700-talet och framåt. Bland annat finns en stor samling verk av Helene Schjerfbeck. 

## Bildgalleri

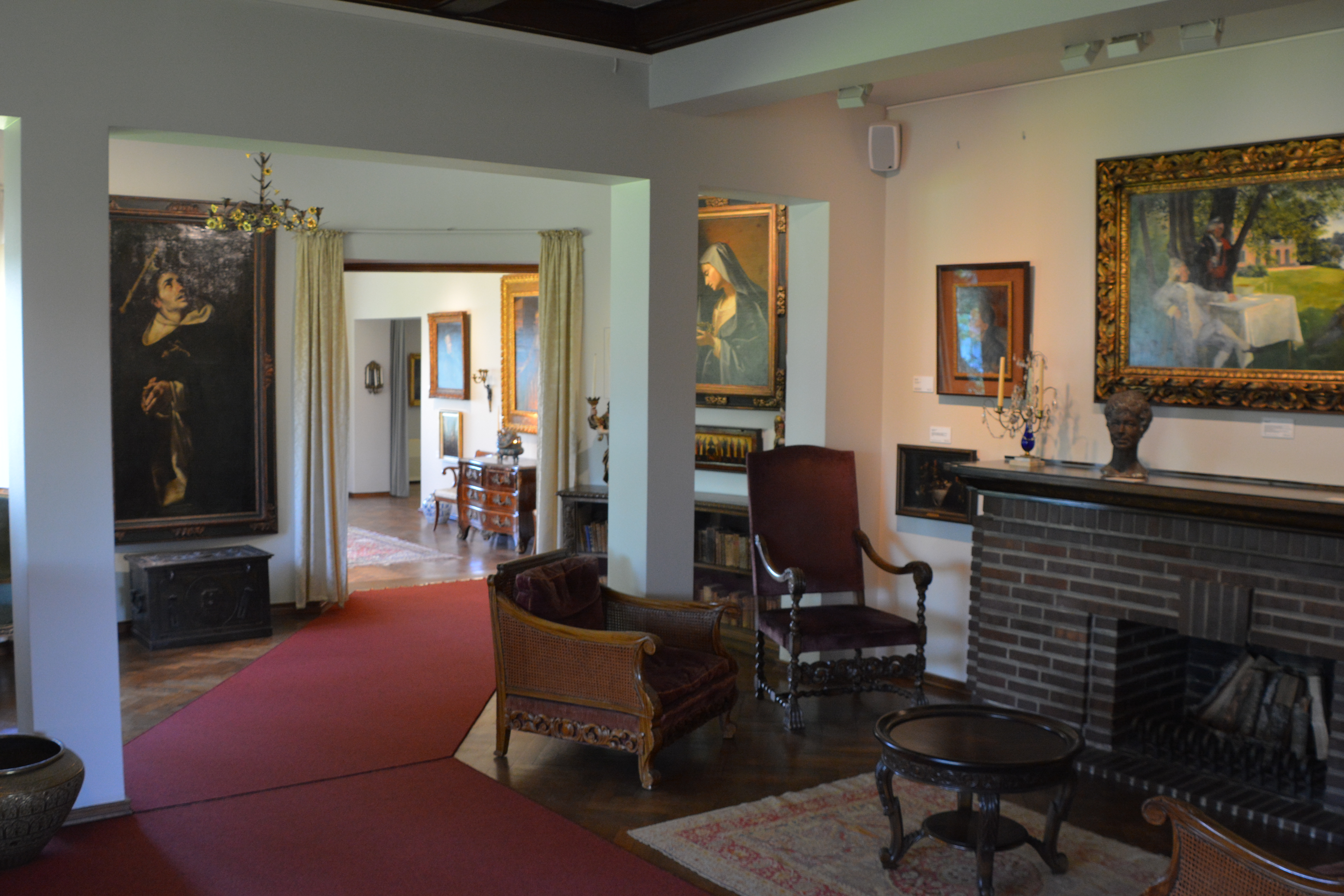
Interiör.
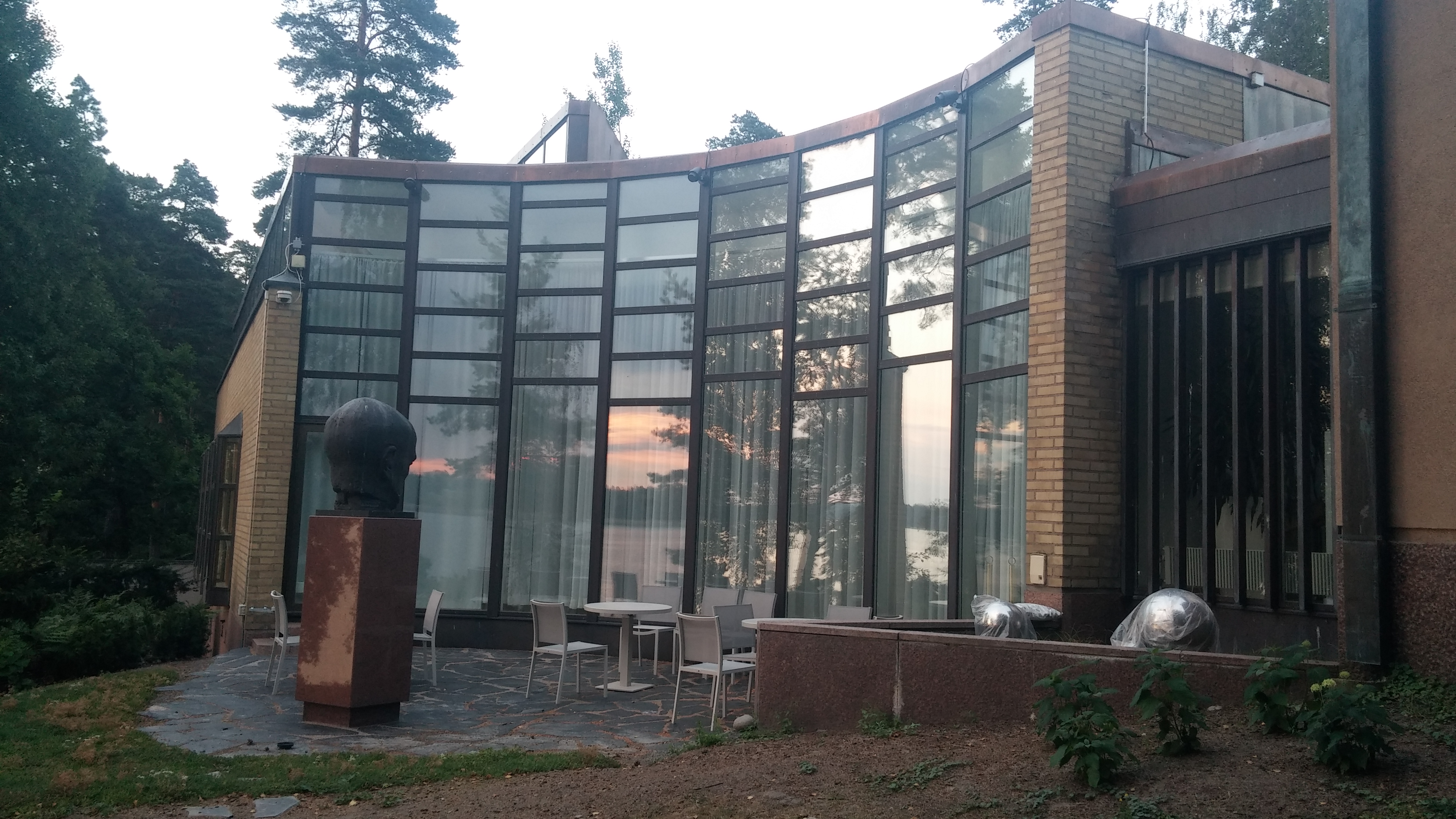
Konstgalleriet.
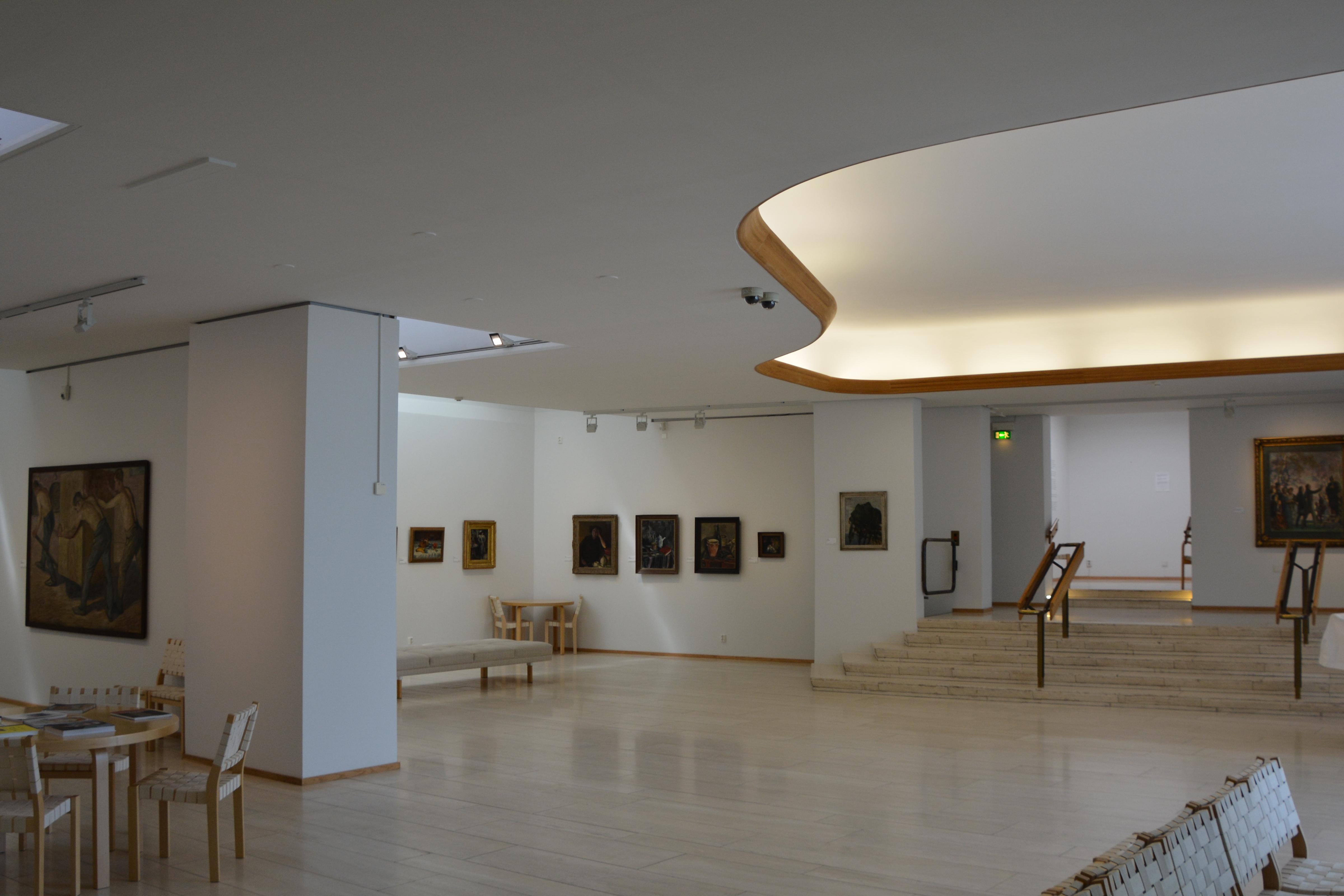
Utställningssal.
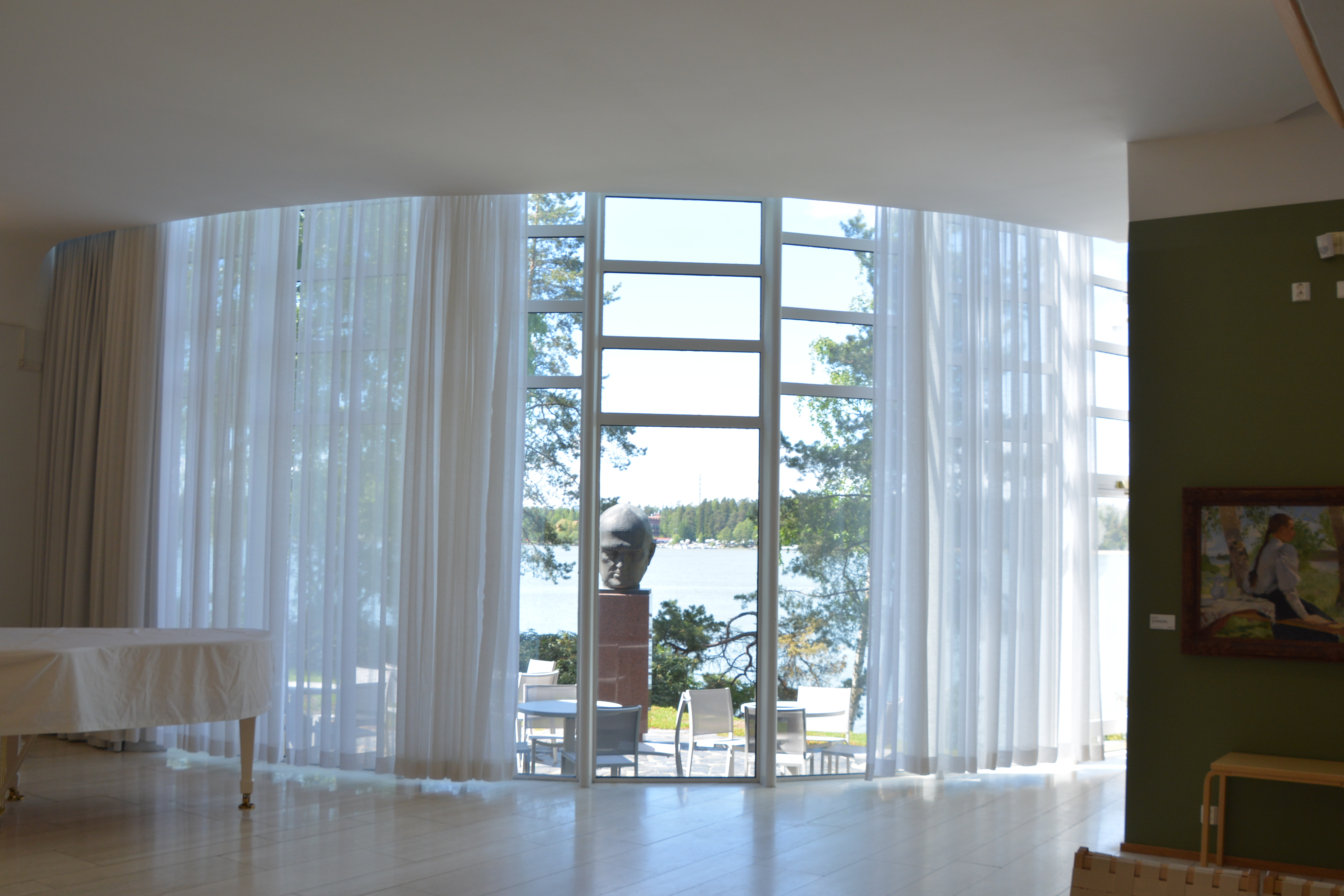
Fönsterparti mot havet.
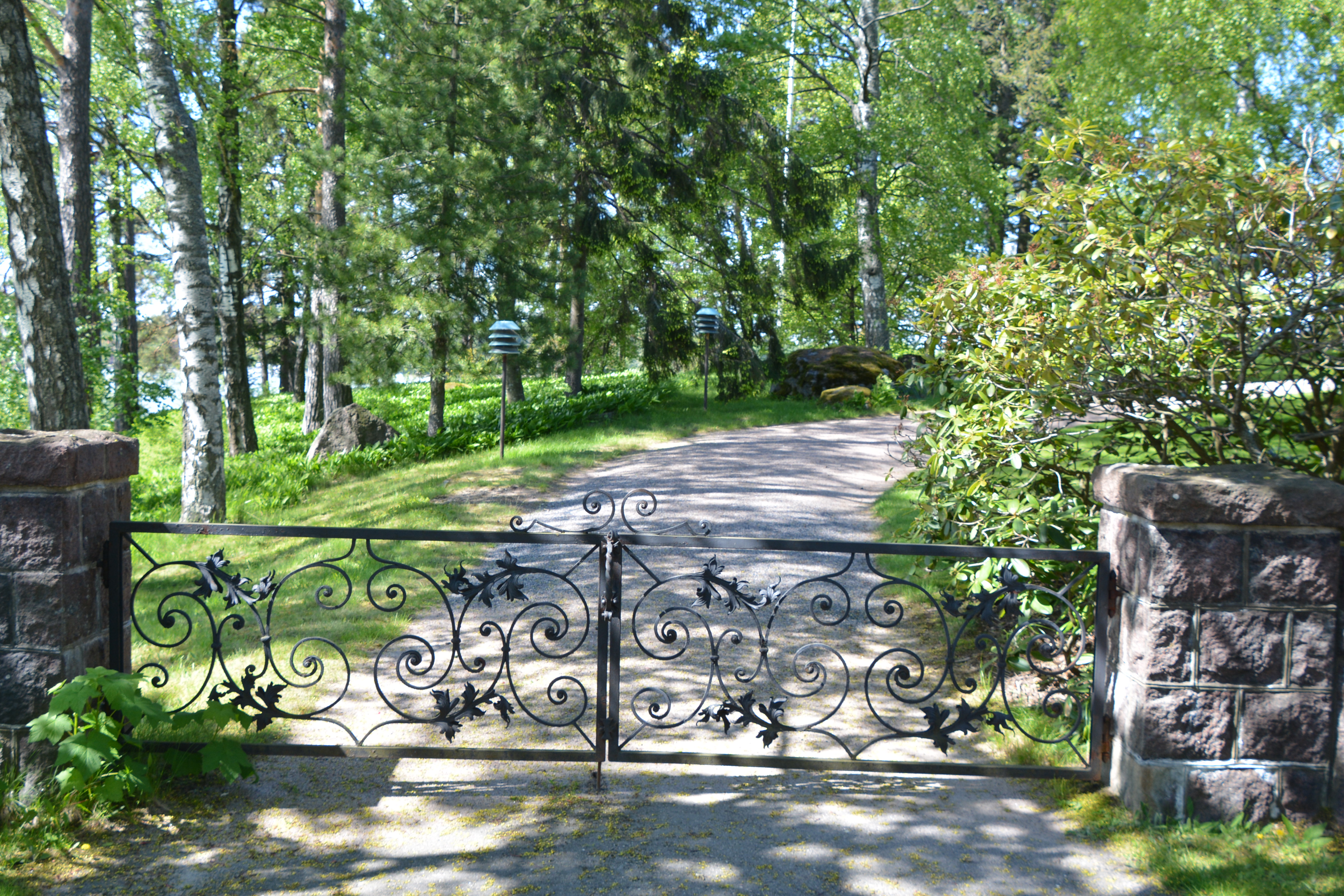
Grinden till Villa Gyllenberg.
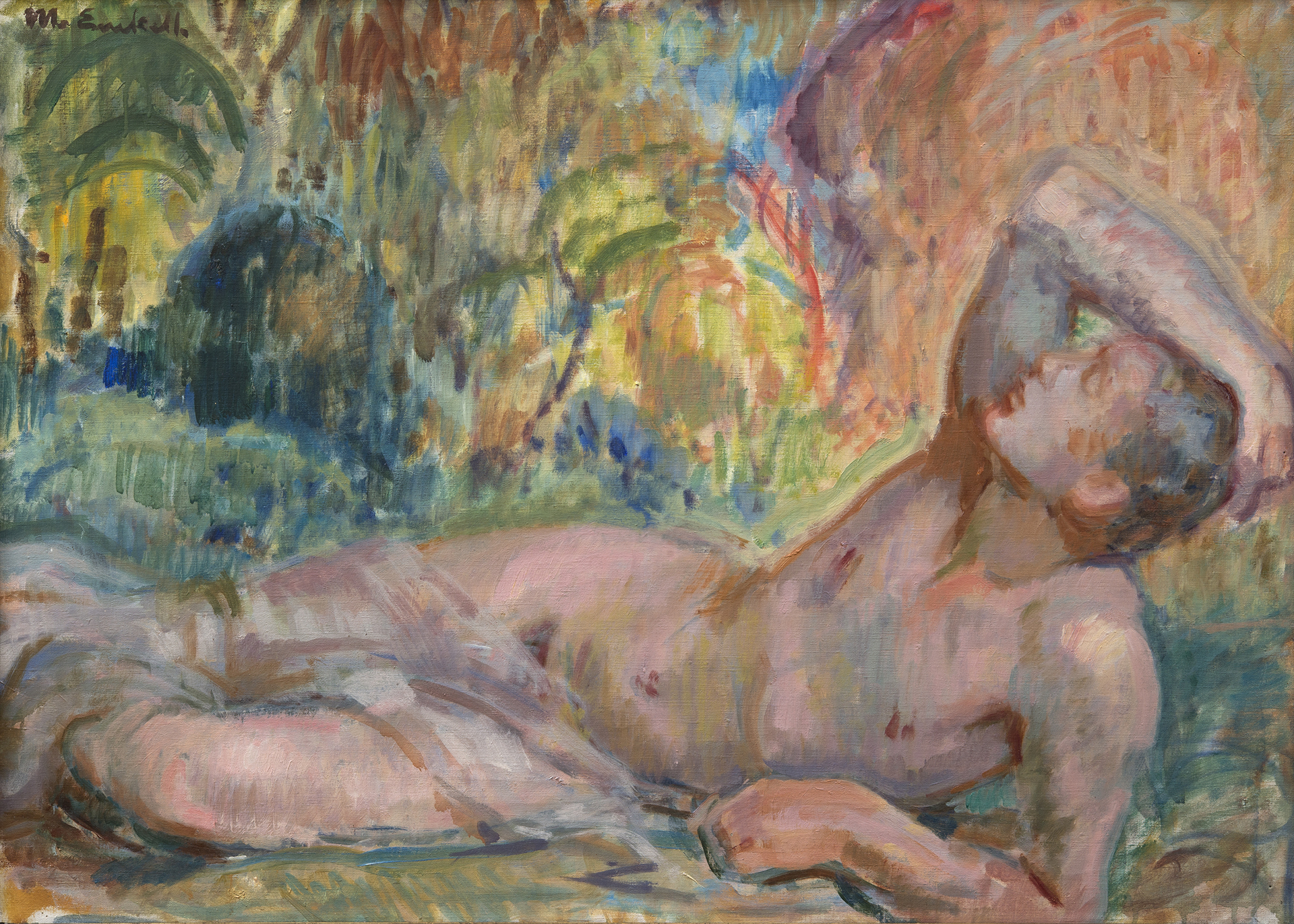
Adonis av Magnus Enckell.
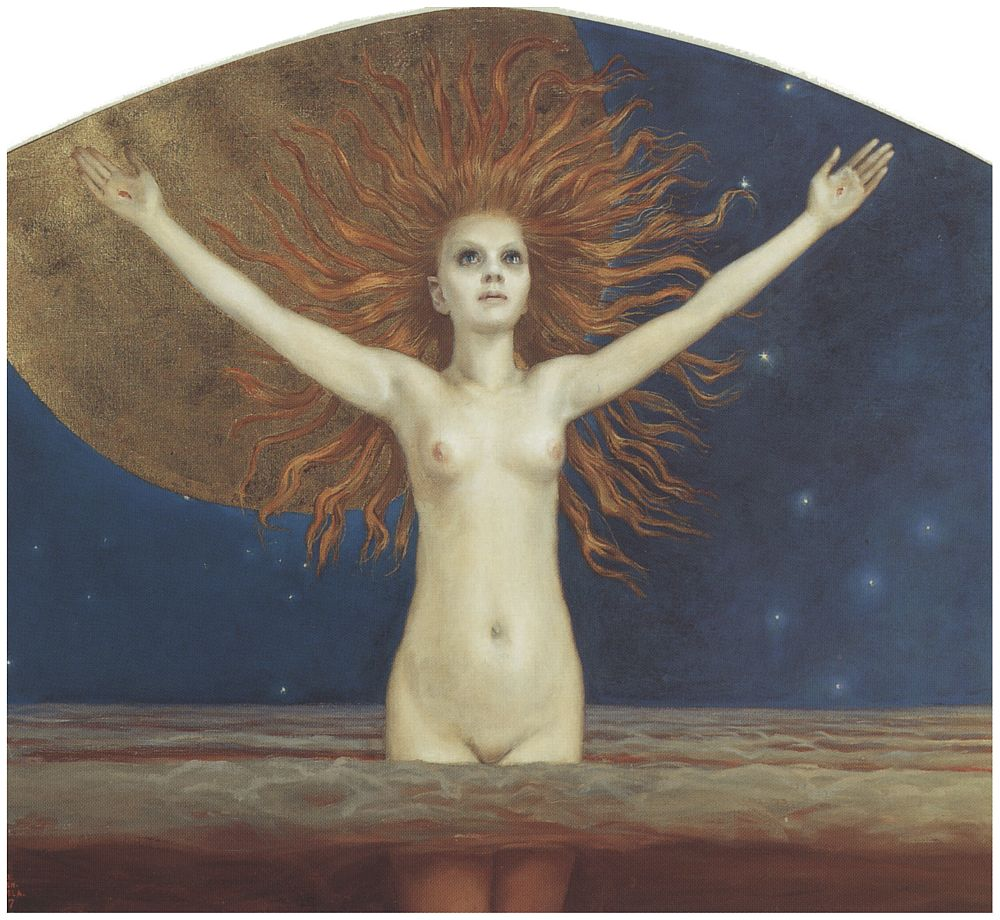
Akseli Gallen-Kallelas Ad astra.